# Five Ashes
Five Ashes är en by i East Sussex i England. Byn är belägen 20 km 
från Lewes. Orten har 526 invånare (2015).